# Альфред Гілл
Альфред Френсіс Гілл (англ. Alfred Francis Hill; 16 грудня 1869, Річмонд, Мельбурн, Вікторія — 30 жовтня 1960, Дарлінгхерст, Сідней, Новий Південний Уельс) — австралійський композитор, диригент, скрипаль і педагог.

## Біографія
Альфред Френсіс Гілл народився в музичній сім'ї в Мельбурні, але більшу частину своєї юності провів в Новій Зеландії.
У 1887—91 роках у Лейпцизькій консерваторії по класу скрипки, упродовж двох років грав на скрипці в оркестрі Гевандхауза (у тому числі під керівництвом Йоганнеса Брамса, Едварда Гріга, Петра Чайковського, Макса Бруха). Потім жив у Новій Зеландії, де вивчав маорійську музичну культуру. Знавець новозеландського музичного фольклору, Гілл використовував у своїх операх, кантатах і програмних симфонічних творах мелодії народних пісень маорі. З 1908 року працював у Сіднеї.
Гілл зробив внесок у розвиток австралійської музики. У 1916—34 роках викладав у консерваторії Нового Південного Уельсу (був одним з її засновників) музично-теоретичні предмети і композицію (серед учнів Дж. Г. Антейл), був 2-м диригентом консерваторського оркестру і хору. У 1926 році здійснив поїздку до Англії і США як диригента і лектора. У 1947—60 роках — президент Гільдії австралійських композиторів. Велика частина музичних творів Гілла (усього більше 500) не видана.

## Твори

### Музичні твори
- опери — Хлопчик для перетину (The whipping boy, комічна, 1896, Веллінгтон, фрагменти), Леді Доллі (1900, Сідней), Тапу (Tapu, 1903, Нова Зеландія), Мавританська дівчина… (A Moorish maid…, 1905, Окленд), Скульптор Джованні (Giovanni, the sculptor, 1914, Мельбурн), Райян з Шівапоре (1914, Сідней), Теора — фатальна флейта (Teora — the weird flute, 1928, Сідней), Небесний корабель (The Ship of Heaven, 1933, Сідней), Південна країна (Auster, 1935, Мельбурн);
- кантати — Життя (Life, для соліста, хору і органу), Хінемоа (Hinemoa) і Таухакі (Tawhaki) та інші;
- для оркестру — симфонії (понад 10), у тому числі Кельтська, симфонічні поеми Сатир, Вайата Пій, Зниклий мисливець (The lost hunter), Вітальна увертюра (Welcome overture), Маорійська рапсодія (Maori rhapsody);
- соната для труби і оркестру;
- камерно-інструментальні ансамблі — Шотландська соната (Scotch sonata), сонатіна та інші п'єси для скрипки з фортепіано, 2 фортепіанні тріо («Мініатюрні» — «Miniature»), 14 струнних квартетів, у тому числі 2 маорійські, фортепіанний квінтет;
- фортепіанні п'єси;
- п'єси для скрипки соло;
- хори;
- пісні (у тому чилі 2 цикла маорійських і новозеландських пісень), музика до 8 кінофільмів.

### Літературні твори
- Harmony and melody, Boston, 1927.

## Нагороди
У 1953 році нагороджений орденом Британської імперії та Орденом Святого Михайла і Святого Георгія у 1960.